# Tălagiu
Tălagiu (Hongaars: Talács) is een plaats aan de Crișul Alb in de gemeente Pleșcuţa in het Roemeense district Arad.

## Geschiedenis
De eerste vermelding van Tălagiu die bekend is, komt uit 1301. Later werd Tălagiu nog vermeld onder de naam Thalak in 1439, Thalagy in 1561, Talacs tussen 1760 en 1762 en Talács in 1808 en 1913. Tot het einde van de Eerste Wereldoorlog behoorde Tălagiu tot het district Arad vármegye en was het onderdeel van Oostenrijk-Hongarije.

## Demografie
Op 31 oktober 2011 telde Tălagiu in totaal 395 inwoners. Vergeleken met mei 2002 is de bevolking gekrompen, toen het 473 inwoners telde. Al deze 473 inwoners gaven aan Roemeens als moedertaal te hebben en 472 inwoners waren van Roemeense afkomst. Ook vóór 2002 daalde de bevolking; Tălagiu telde in 1992 in totaal 505 inwoners.
In 1910 telde Tălagiu 1098 inwoners, waarvan 1076 Roemenen en 16 Hongaren. 1081 inwoners waren destijds Oosters-orthodox.